# Jonas Mačiulis
Jonas Mačiulis (Kaunas, 10 de febrero de 1985) es un exjugador lituano de baloncesto. Mide 1,98 m, y jugaba en la posición de alero.

## Biografía

### Primeros años
Mačiulis compitió durante dos años en la LKAL, segunda división lituana. Durante esos dos años jugó con el Žalgiris-Arvydas Sabonis school ganando en 2003 el título de campeón de la segunda división.

### Carrera profesional
Mačiulis hizo su debut profesional en 2004, en la LKL con el equipo Nevėžis. Promedió 13.6 puntos y 5.8 rebotes por partido en su única temporada en el equipo. Mačiulis firmó con el Žalgiris Lituano en 2005. Con el Žalgiris ganó el título de la VTB United League en 2008, dos LKL en 2007 y 2008, y dos LKF taurė en 2007 y 2008.
Mačiulis dio un salto en la producción en cada uno de los primeros años de su carrera. Tuvo una gran temporada en 2006-07, promediando 12,7 puntos y 5,0 rebotes por partido en la Euroliga.  Mačiulis promedió un récord personal de 14.0 puntos y 5.0 rebotes por partido en la temporada 2008-09 en la Euroliga.
El 8 de enero de 2009 hizo su récord personal de 29 puntos ante el SLUC Nancy. Mačiulis estableció el 8 de abril de 2009, en un partido contra el Lietuvos Rytas, el récord de triples anotados en un mismo partido en la LKL, anotando 8.
El 1 de julio de 2009, Mačiulis firmó con el equipo de la Liga italiana Olimpia Milano. Debido a una lesión en la rodilla, que le impidió jugar el baloncesto durante 9 meses, Olimpia Milano no le ofrece al jugador un nuevo contrato, a pesar de su buen desempeño antes de sufrir la lesión.
El 8 de febrero de 2012, firmó con el equipo lituano Baltai hasta que pudo conseguir un mejor contrato con otro equipo. El acuerdo con Baltai valía cero LTL (jugó allí de forma gratuita). En su primer partido después de volver de su lesión, contra Kalev/Cramo, anotó 16 puntos, capturó 2 rebotes y condujo al Baltai a una victoria.
El 24 de abril de 2012, firmó un contrato con el equipo italiano Montepaschi Siena para el resto de la temporada.
El 24 de julio de 2012, firmó un contrato de un año con el equipo Panathinaikos de la Liga griega. El 22 de julio de 2013, amplió su contrato por dos años más. El 12 de junio de 2014, el equipo renunció al contrato del jugador.
El 26 de julio de 2014 se oficializa su fichaje por el Real Madrid.
El 2 de marzo de 2018 el Real Madrid anunció la rescisión de su contrato, dejando de pertenecer al equipo.
Anunció su retirada el 9 de septiembre de 2021 cuando militaba en el AEK de Atenas.

## Estadísticas

### Competición Europea
| Año     | Equipo        | PJ  | MPP  | %T2  | %3P  | %TL  | RPP | APP | ROB | TPP | PPP  |
| ------- | ------------- | --- | ---- | ---- | ---- | ---- | --- | --- | --- | --- | ---- |
| 2005–06 | Žalgiris      | 20  | 15.7 | .372 | .314 | .750 | 2.5 | .4  | 1.0 | .0  | 5.4  |
| 2006–07 | Žalgiris      | 14  | 29.9 | .431 | .241 | .653 | 5.0 | 1.6 | 2.4 | .4  | 12.7 |
| 2007–08 | Žalgiris      | 20  | 15.7 | .469 | .377 | .689 | 3.5 | .7  | 1.5 | .1  | 11.9 |
| 2008–09 | Žalgiris      | 10  | 30.4 | .421 | .411 | .600 | 5.0 | 2.0 | 1.3 | .3  | 14.0 |
| 2009–10 | Milano        | 10  | 24.0 | .398 | .314 | .724 | 3.8 | 1.7 | 1.3 | .0  | 10.2 |
| 2010–11 | Milano        | 6   | 23.2 | .472 | .583 | .615 | 3.7 | 1.5 | 1.5 | .3  | 10.8 |
| 2012–13 | Panathinaikos | 29  | 24.4 | .472 | .402 | .714 | 4.1 | 1.1 | .8  | .2  | 10.1 |
| 2013–14 | Panathinaikos | 27  | 23.9 | .412 | .333 | .745 | 4.2 | 1.7 | 1.7 | .0  | 8.1  |
| 2014–15 | Real Madrid   | 27  | 14.1 | .404 | .333 | .724 | 2.4 | 1.0 | 0.6 | 0.1 | 4.3  |
| Carrera |               | 136 | 24.3 | .436 | .358 | .695 | 3.9 | 1.2 | 1.4 | .2  | 9.9  |